# Conseil de gouvernement révolutionnaire
Le Conseil de gouvernement Révolutionnaire est une structure politique qui a gouverné le Salvador à partir du 14 décembre 1948, après un putsch contre le gouvernement du général Salvador Castaneda Castro, jusqu'au 14 septembre 1950, date à laquelle le major Óscar Osorio, président du Conseil révolutionnaire, soit élu président en 1950.